# Oberelsbach
Oberelsbach ist ein Markt im unterfränkischen Landkreis Rhön-Grabfeld und staatlich anerkannter Erholungsort.

## Geographie
Oberelsbach (grabfeldisch: Öwerälsbich) liegt in der Region Main-Rhön. Im Gemeindegebiet befindet sich der für seine Basaltsäulen bekannte Gangolfsberg.

## Gemeindegliederung

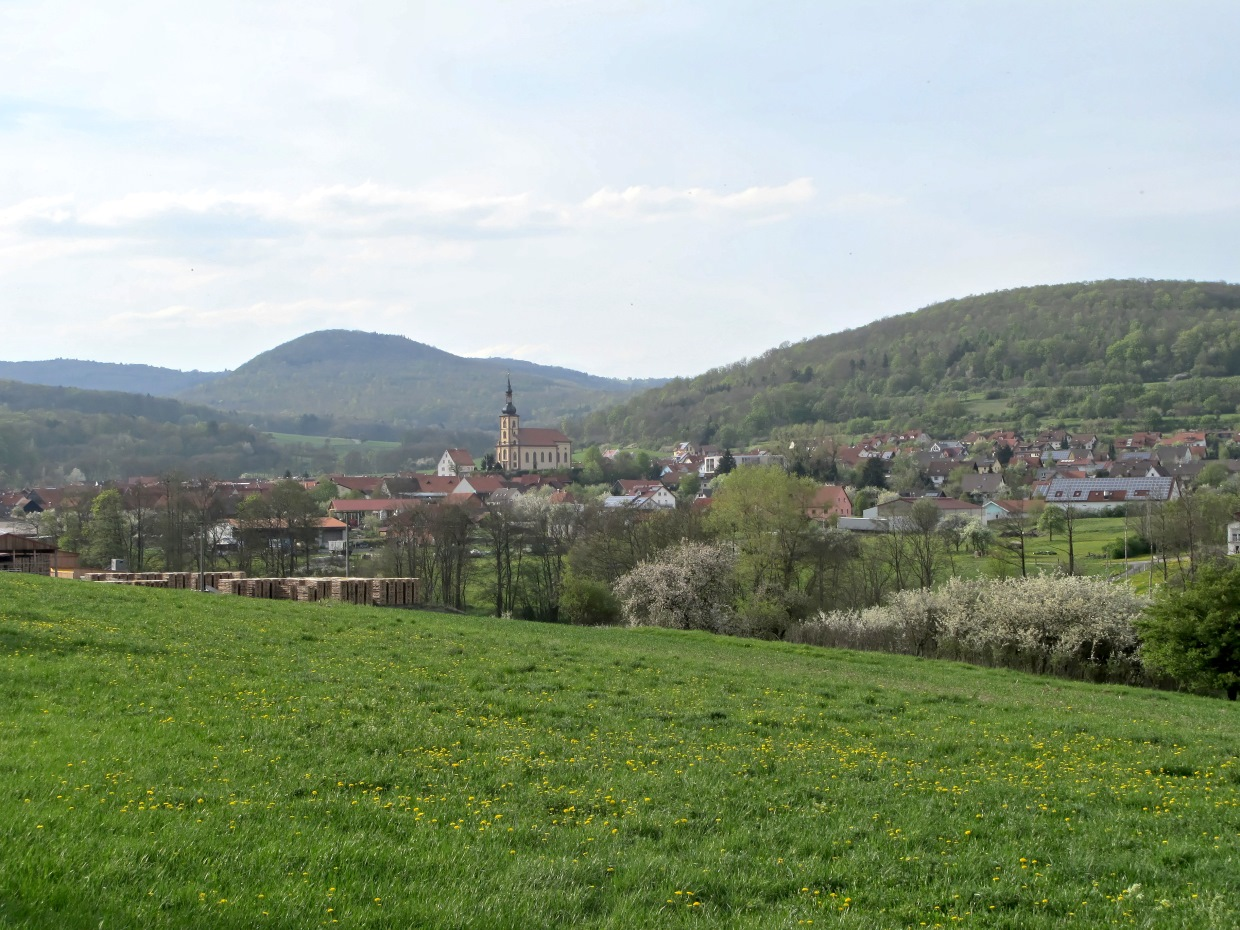
Markt Oberelsbach, Ansicht von Süden

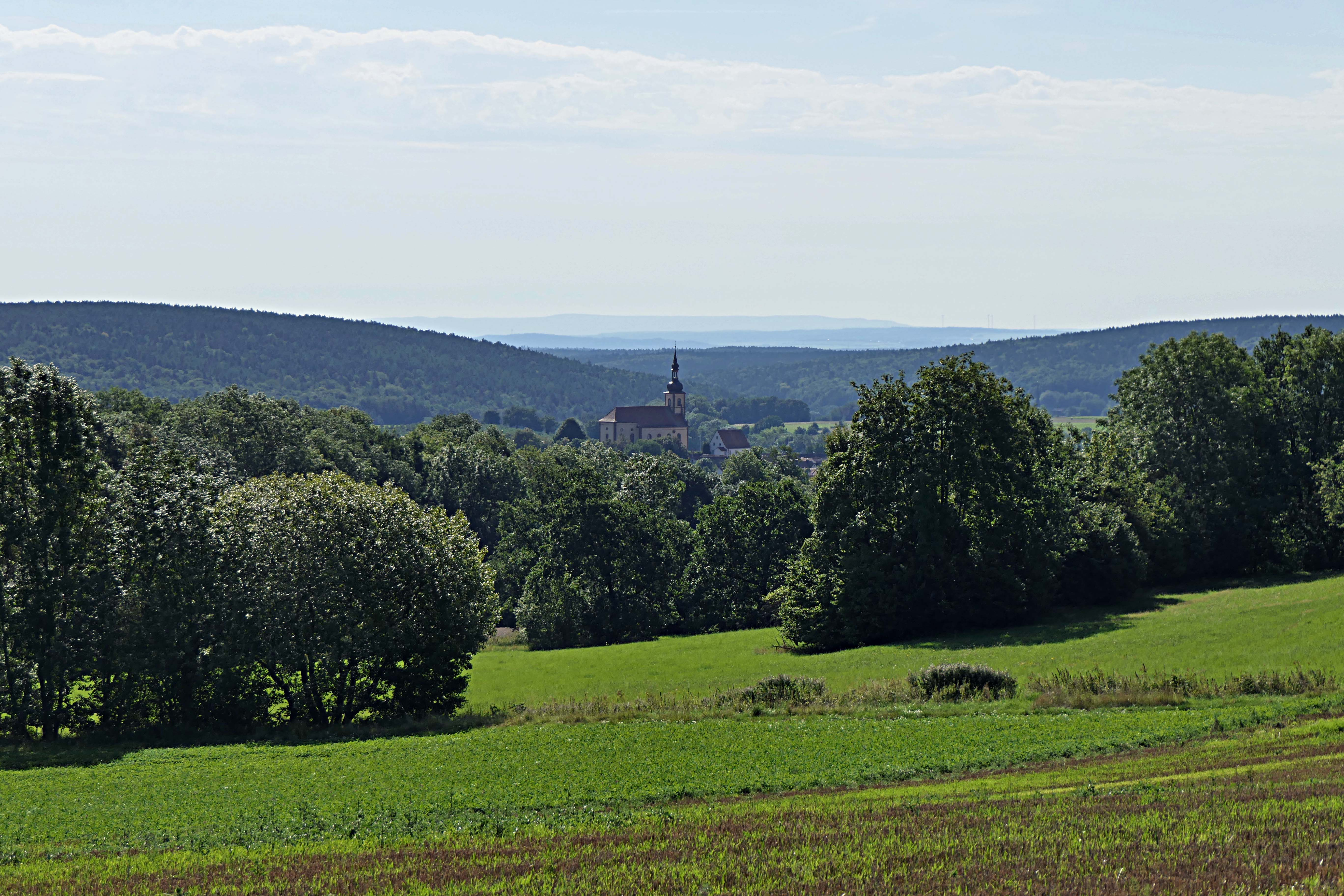
Oberelsbach von Nordwesten

Es gibt acht Gemeindeteile (in Klammern ist der Siedlungstyp angegeben):
- Gangolfsberg (Berghütte)
- Ginolfs (Kirchdorf)
- Neumühle (Einöde)
- Oberelsbach (Hauptort)
- Schlagmühle (Einöde)
- Sondernau (Kirchdorf)
- Unterelsbach (Pfarrdorf)
- Weisbach (Pfarrdorf)

Es gibt die Gemarkungen Ginolfs, Oberelsbach, Sondernau, Unterelsbach und Weisbach.

## Geschichte

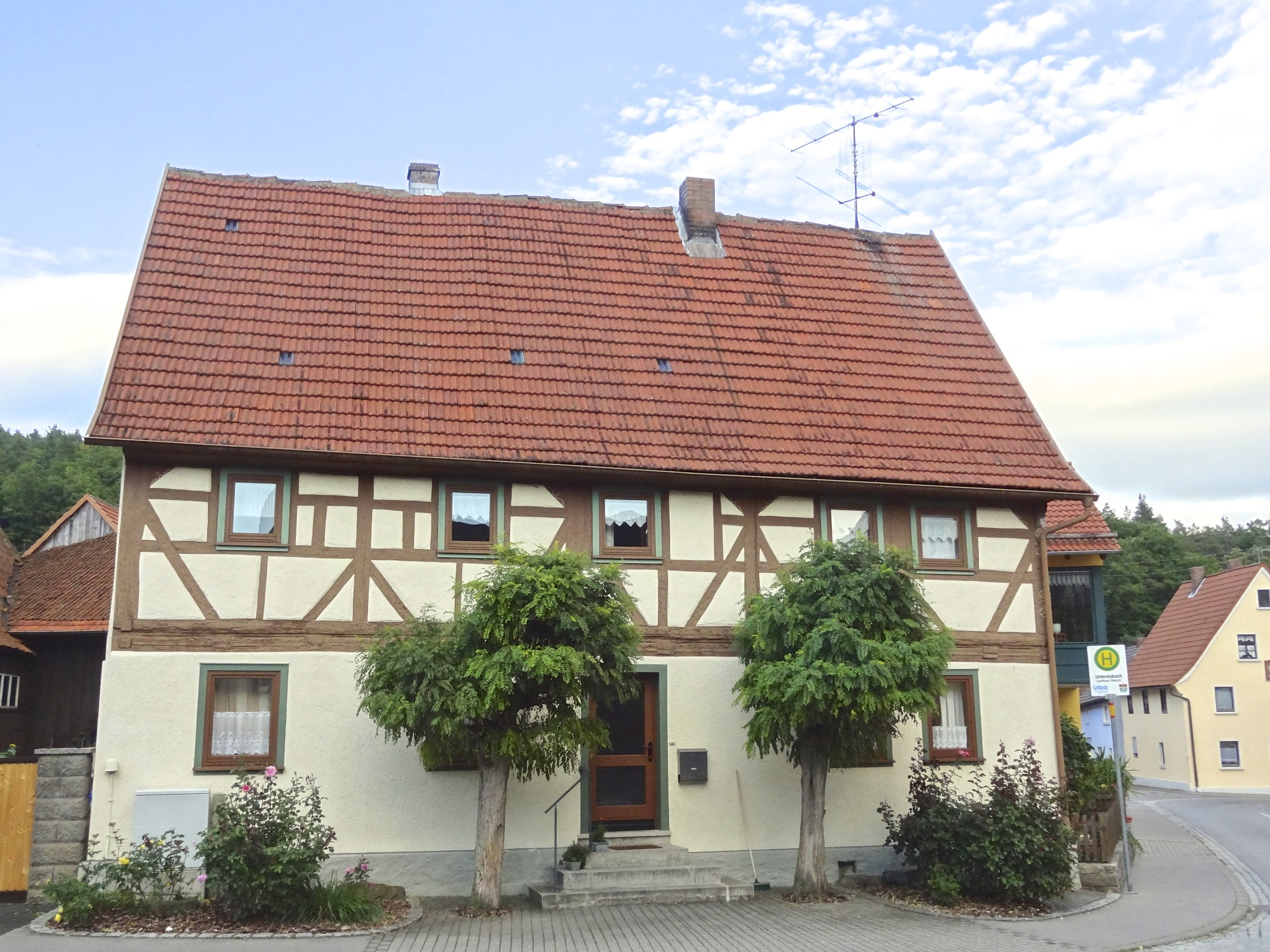
Denkmalgeschütztes Wohnhaus in Unterelsbach

### Bis zur Gemeindegründung
Oberelsbach wurde im Jahr 812 erstmals urkundlich erwähnt. Der Ort war im Besitz des Stiftes Fulda und ging 1332 an das Kloster Wechterswinkel über. Er kam schließlich an das Juliusspital Würzburg und damit an das Hochstift Würzburg, das ab 1500 zum Fränkischen Reichskreis gehörte. Mit dem Wüstfallen der nördlich gelegenen Orte Lahr und Lanzig im Spätmittelalter wurden deren Gemarkungen vom Ort hinzugekauft.
Der Ort besitzt seit dem Jahr 1726 das Marktrecht. Das Amt des Hochstiftes Würzburg wurde nach der Säkularisation 1803 zugunsten Bayerns 1805 Erzherzog Ferdinand von Toskana zur Bildung des Großherzogtums Würzburg überlassen und fiel mit diesem 1814 endgültig an Bayern. Im Zuge der Verwaltungsreformen in Bayern entstand mit dem Gemeindeedikt von 1818 die politische Gemeinde Oberelsbach.

### 19. und 20. Jahrhundert
Mindestens seit der Mitte des 19. Jahrhunderts waren jüdische Familien im Ort ansässig, die eine jüdische Gemeinde bildeten und 1899 am Ende des Elsweges ihre Synagoge errichteten. Dieses Gotteshaus wurde beim Novemberpogrom 1938 von SA-Männern verwüstet, woran eine Gedenktafel erinnert, und wird heute als Wohn- und Geschäftshaus genutzt. (Der jüdische Anteil, meist Händler, an der Bevölkerung des Marktfleckens Oberelsbach betrug etwa 5 Prozent).

### Eingemeindungen
Im Zuge der Gebietsreform in Bayern wurde am 1. Januar 1972 Ginolfs in den Markt Oberelsbach eingegliedert. Am 1. Juli 1972 folgte Weisbach. Schließlich wurde der Markt am 1. Januar 1978 um die Gemeinden Sondernau und Unterelsbach vergrößert.

### Einwohnerentwicklung
Die nachfolgende Tabelle stellt die Einwohnerentwicklung seit 1840 dar:
| Jahr | Einwohner |
| ---- | --------- |
| 1840 | 2917      |
| 1900 | 2518      |
| 1950 | 3748      |
| 1961 | 2944      |
| 1970 | 2934      |
| 1987 | 2871      |

| Jahr | Einwohner |
| ---- | --------- |
| 1991 | 2900      |
| 1995 | 2936      |
| 2000 | 2966      |
| 2005 | 2931      |
| 2010 | 2752      |
| 2015 | 2671      |

Im Zeitraum 1988 bis 2018 sank die Einwohnerzahl von 2843 auf 2655 um 188 Einwohner bzw. um 6,6 %. 2002 hatte die Gemeinde 2996 Einwohner.
Quelle: BayLfStat

## Politik

### Gemeinderat
Die Gemeinderatswahlen seit 2014 führten zu folgender Zusammensetzung des Gemeinderats:
| Liste                           | 2020  | 2020  | 2014 | 2014  |
| Liste                           | %     | Sitze | %    | Sitze |
| Wählervereinigung Oberelsbach   | 30,10 | 4     | 29,8 | 4     |
| Wählergemeinschaft Unterelsbach | 20,52 | 3     | 21,5 | 3     |
| Bürgervereinigung Weisbach      | 17,22 | 3     | 20,2 | 3     |
| Wählergemeinschaft Ginolfs      | 16,27 | 2     | 14,8 | 2     |
| Wählervereinigung Sondernau     | 15,38 | 2     | 13,7 | 2     |
| Gesamt                          | 100   | 14    | 100  | 14    |

### Bürgermeister
Bürgermeister ist seit 2022 Björn Denner (Miteinander für den Markt Oberelsbach). Er setzte sich gegen Birgit Erb (CSU) durch, die seit 2004 Erste Bürgermeisterin war und zuletzt 2016 mit 86,8 % der gültigen Stimmen wiedergewählt wurde.

## Wappen
| Wappen Markt Oberelsbach | Blasonierung: „In Silber auf grünem, von einem silbernen Querbach durchzogenen Boden nebeneinander drei grüne Elsenbäume.“ |
| Wappen Markt Oberelsbach | Wappenführung seit 1972.                                                                                                   |

## Kultur und Sehenswürdigkeiten

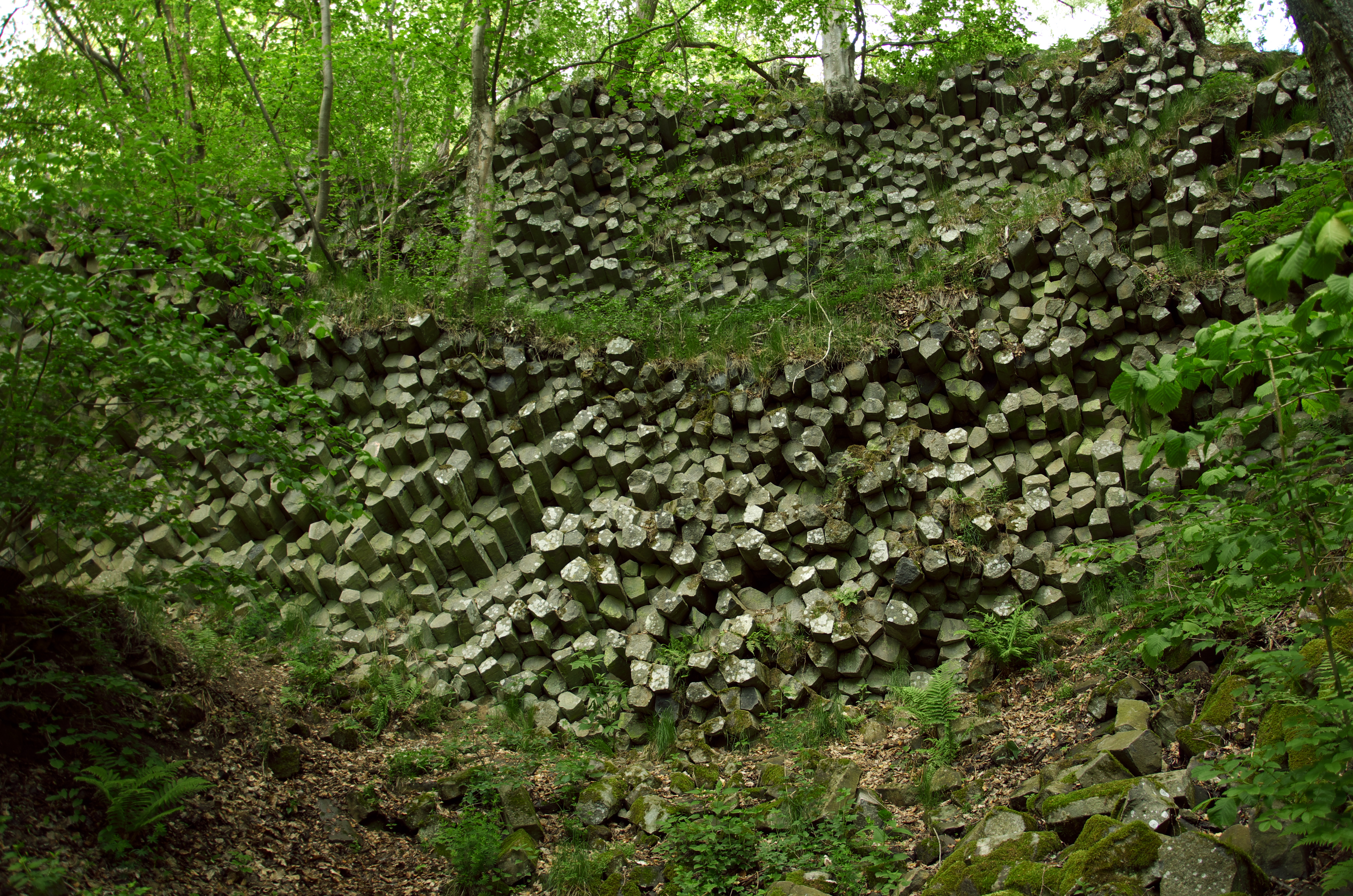
Basaltsäulen am Gangolfsberg

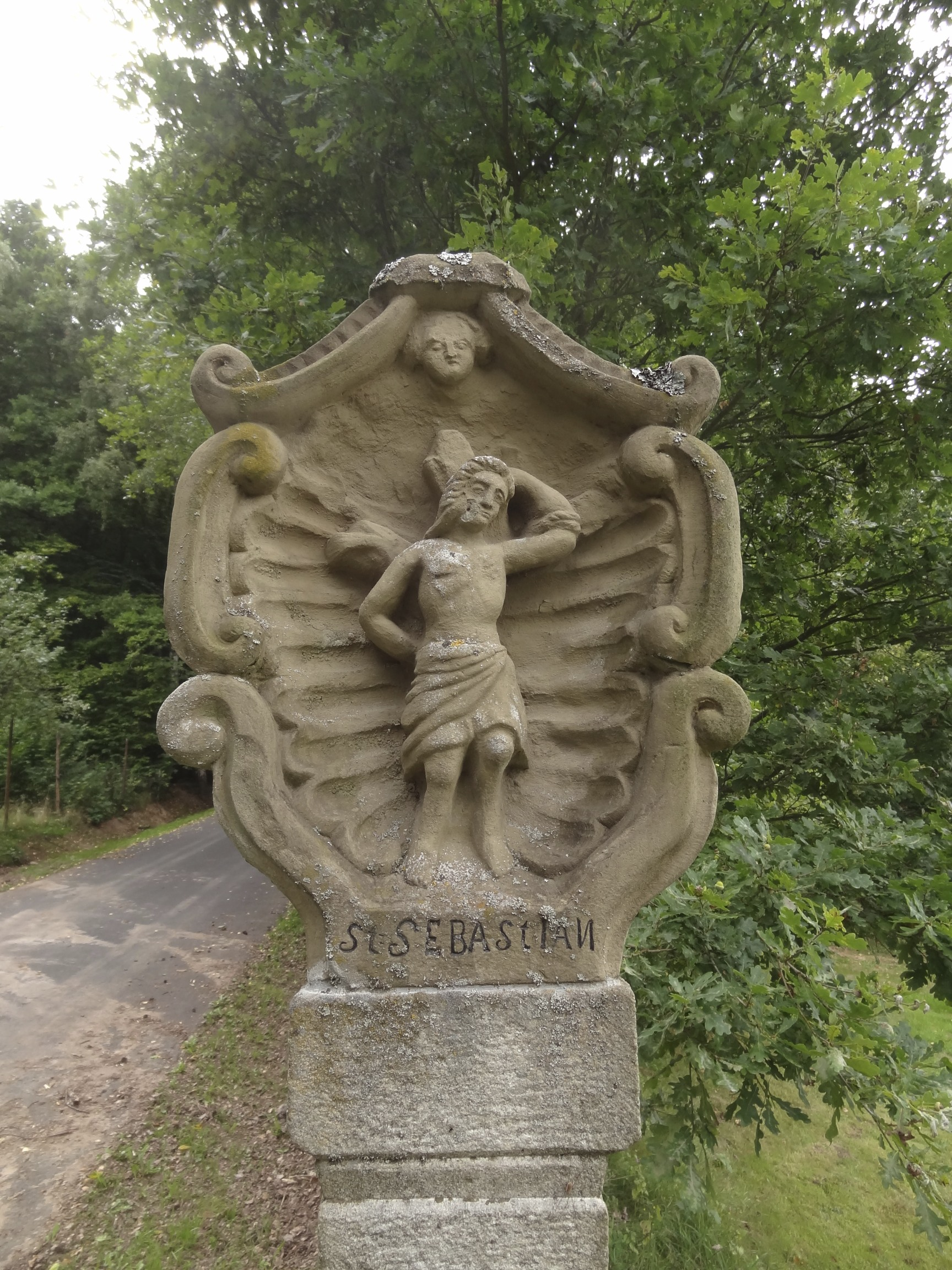
Baudenkmal Sebastiansrelief im Ortsteil Unterelsbach

### Bau- und Naturdenkmäler

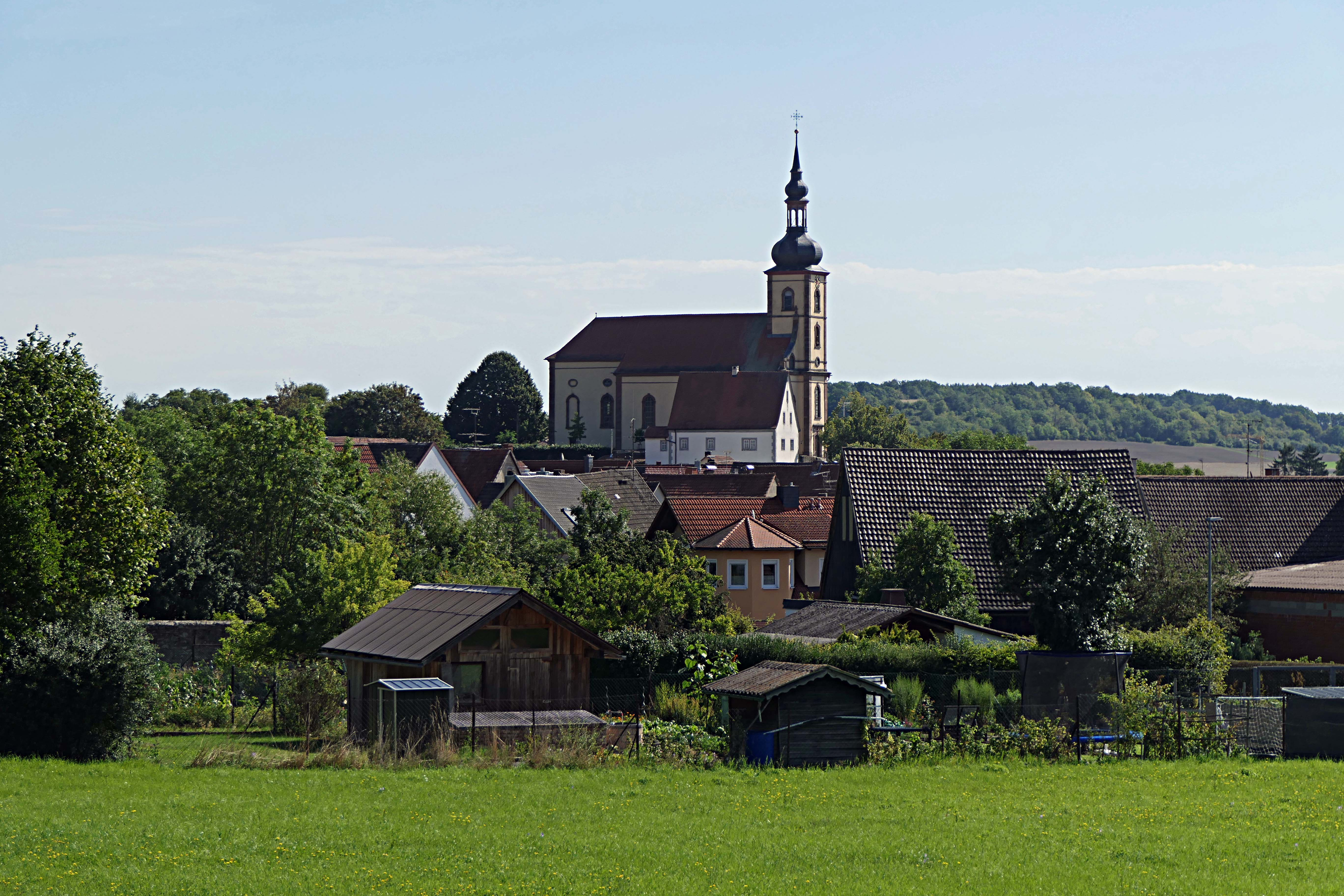
Oberelsbach mit Kirche St. Kilian von Westen

- Barocke Pfarrkirche St. Kilian, 1784 vollendet. Sie wird wegen ihrer erhobenen Lage und der reichen Ausschmückung „Rhönbasilika“ genannt.
- Nothelferkapelle mit der Statue von Maria Knotenlöserin[12]
- Das ehemalige Pfarrhaus von 1611 ist das Geburtshaus von Valentin Rathgeber, einem berühmten Kirchenmusikkomponisten. Oberelsbach ist zudem Sitz der Internationalen Valentin-Rathgeber-Gesellschaft.[13]
- Naturdenkmal Kirchlinde in Sondernau

### Museen und Ausstellungen
- Das Deutsche Tabakpfeifenmuseum befand sich seit Oktober 1996 im Valentin-Rathgeber-Haus.[14] In neun Räumen auf zwei Stockwerken wurden historische Tabakpfeifen von Herstellern des deutschsprachigen Raumes und Gegenstände der Rauchkultur des 17. bis 20. Jahrhunderts präsentiert.[15] Es zeigte einen Querschnitt der Rhöner Pfeifenherstellung, darunter eine Doppelpfeife zum vergleichenden Probieren. Eine weitere Abteilung wurde den Ulmer Sackpfeifen gewidmet. Das Museum wurde mittlerweile geschlossen.[16]
- Im Obergeschoss des Valentin-Rathgeber-Hauses befindet sich ein Raum, der sich dem Erbe Valentin Rathgebers widmet.[15]
- Sonderausstellung Rhöner Maskenfastnacht – Masken, Bilder und Filme aus der Sammlung Friedrich Münch (11. November 2022 bis 30. September 2023) des Deutschen Fastnachtmuseums im Valentin-Rathgeber-Haus.[17]

### Bildungsstätten und Informationszentren
- Biosphärenzentrum Rhön Haus der Langen Rhön, Informationszentrum über das UNESCO-Biosphärenreservat Rhön.[18]
- Bildungsstätte Rhöniversum, eine Einrichtung in Trägerschaft der Gemeinde Oberelsbach und des Landkreises Rhön-Grabfeld, mit der Aufgabe, Bildungsmaßnahmen rund um das UNESCO-Biosphärenreservat Rhön anzubieten und als Tagungsstätte für schulische und ähnliche Kurse zu dienen.[19]

### Veranstaltungen
- Rhöner Maskenfastnacht, eine seit 2012 bestehende Faschingsveranstaltung um die Vielfalt der Masken in Oberelsbach und Umgebung in einem Umzug zusammenzufassen und der Öffentlichkeit zu präsentieren.[20] Die Tradition des Maskentragens entstand in den Gemeinden um Oberelsbach bereits im 19. Jahrhundert. Jeder Ort entwickelte im Lauf der Jahre seine eigenen Figuren und Bräuche. Die Maskenfastnacht findet in zweijährigem Turnus statt.[21]

## Wirtschaft und Infrastruktur

### Wirtschaftsgeschichte
Die Gemeindesteuereinnahmen betrugen im Jahr 2020 umgerechnet 1,95 Millionen Euro, davon waren umgerechnet 440.000 Euro (netto) Gewerbesteuereinnahmen.
Im Jahr 2020 gab es nach der amtlichen Statistik im produzierenden Gewerbe 154 und im Bereich Handel und Verkehr 59 sozialversicherungspflichtig Beschäftigten am Arbeitsort. In sonstigen Wirtschaftsbereichen waren am Arbeitsort 120 Personen sozialversicherungspflichtig beschäftigt. Sozialversicherungspflichtig Beschäftigte am Wohnort gab es insgesamt 1189. Im verarbeitenden Gewerbe gab es zwei Betriebe, im Bauhauptgewerbe einen Betrieb. Zudem bestanden im Jahr 2016 69 landwirtschaftliche Betriebe mit einer landwirtschaftlich genutzten Fläche von 2530 Hektar, davon waren 937 Hektar Ackerfläche und 1577 Hektar Dauergrünfläche.

### Bildung
2018 gab es folgende Einrichtungen:

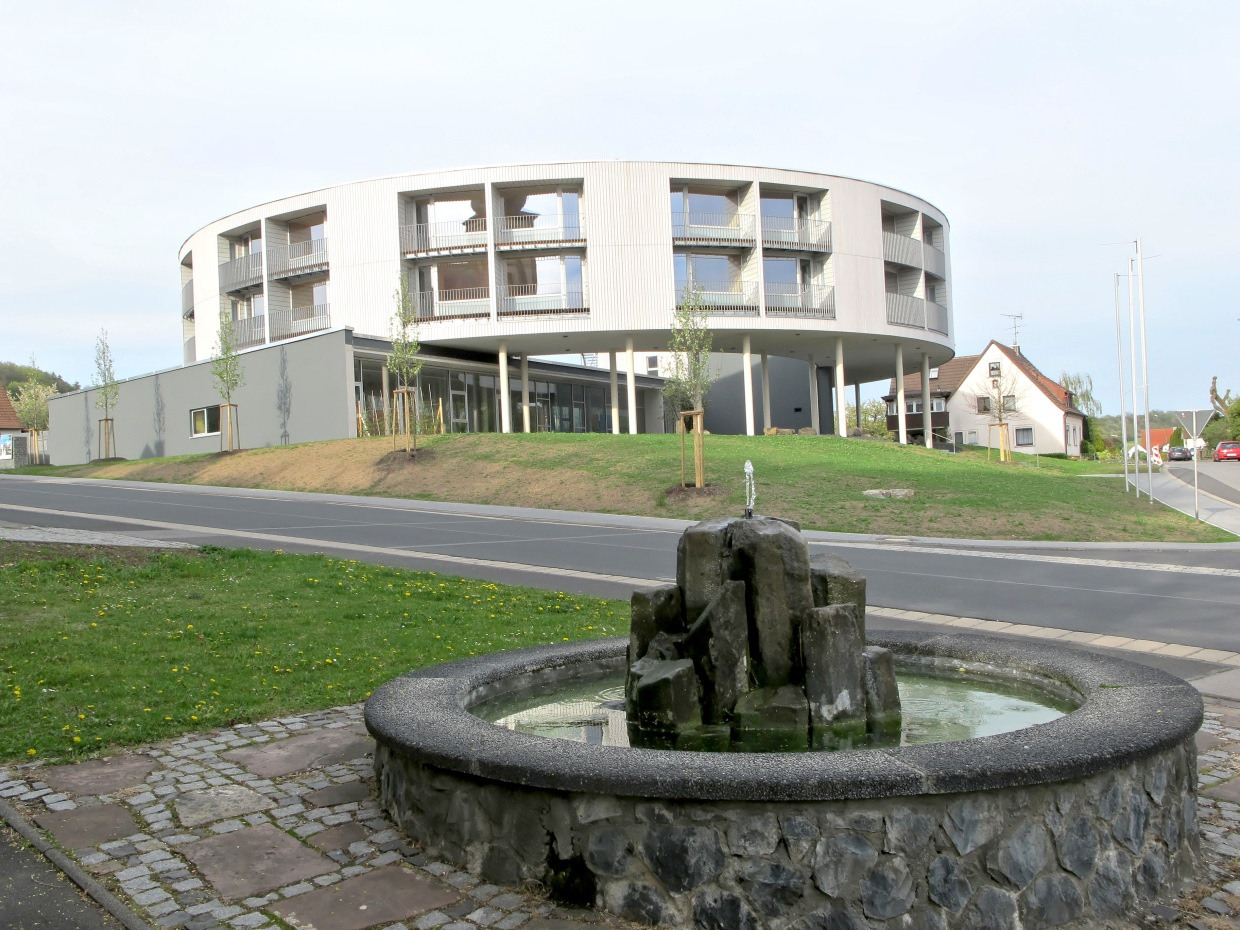
Umweltbildungsstätte Oberelsbach („Grünes Klassenzimmer“)

- zwei Kindertageseinrichtungen mit zusammen 151 Plätzen und 155 betreuten Kindern
- eine Volksschule mit fünf Lehrern, vier Klassen und 82 Schülern
- Umweltbildungsstätte Oberelsbach mit 72 Betten[22]

## Persönlichkeiten
- Valentin Rathgeber (* 1682 in Oberelsbach; † 1750 in Kloster Banz), Benediktinermönch, Komponist, Organist
- Johannes Matthäus Pörtner (* 1747; 1790 in Mainz), Augustiner-Pater und Sänger
- Wilhelm Vorndran (* 1924 in Oberelsbach-Sondernau; † 2012 in Erlangen), Mitglied des Bayerischen Landtags von 1958 bis 1994 und dessen Präsident von 1990 bis 1994.
- Louis Saks (* 1860 in Oberelsbach; † 1942 in Birmingham (Alabama)), Gründer und Inhaber Warenhaus Louis Saks & Co., Birmingham, Alabama, USA[23][24]

## Sonstiges

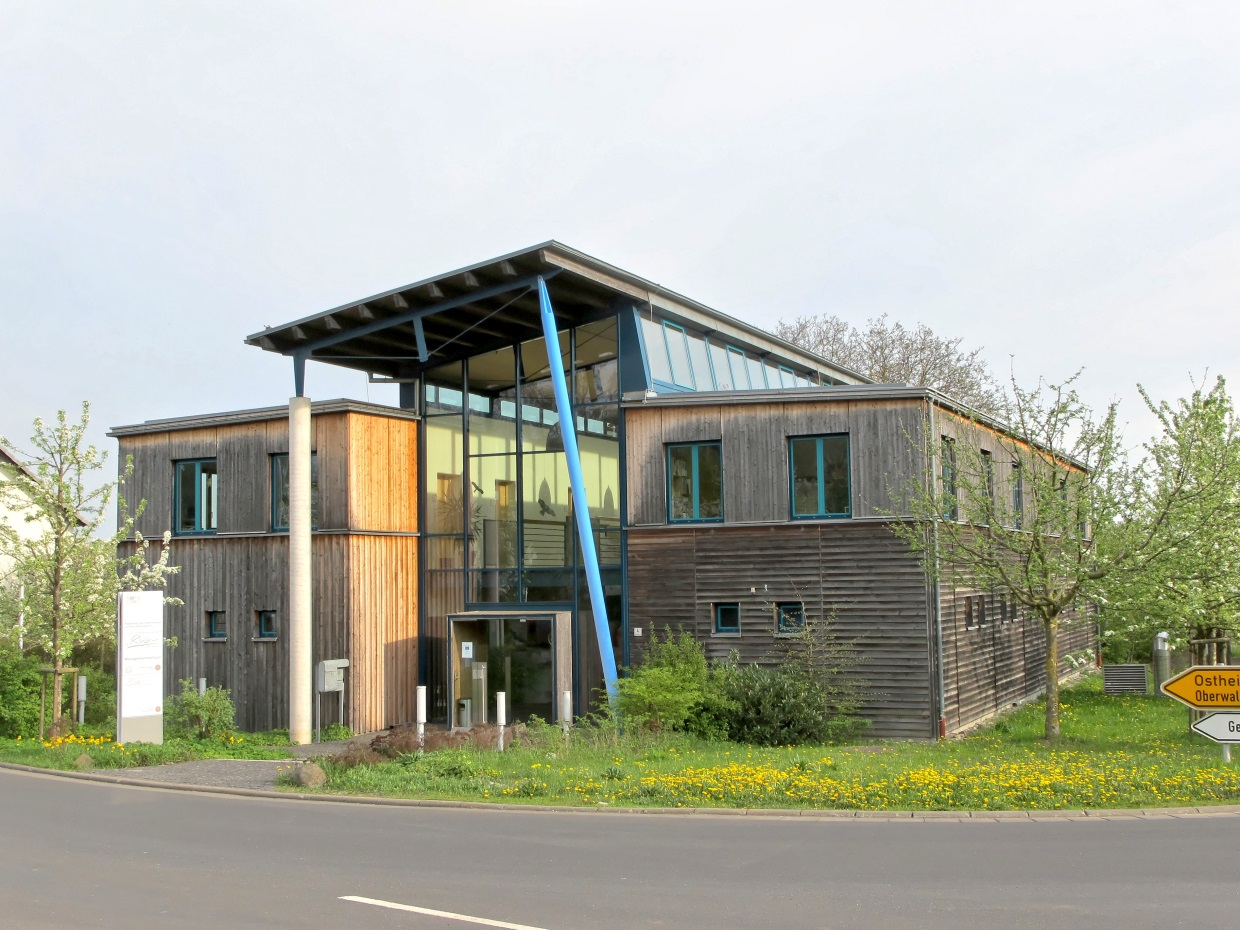
Haus der Langen Rhön, Touristeninformation und Biosphären-Zentrum in Oberelsbach

Oberelsbach ist Sitz der Verwaltung des bayerischen Teils des Biosphärenreservats Rhön.
Oberelsbach hat seit Mai 1982 eine Partnerschaft mit der französischen Gemeinde Arnac-Pompadour. Der ortsansässige Partnerschaftsverein Oberelsbach-Pompadour engagiert sich stark und belebt diese Partnerschaft mit jährlichen Begegnungen.